# Dicasteriul pentru Evanghelizare

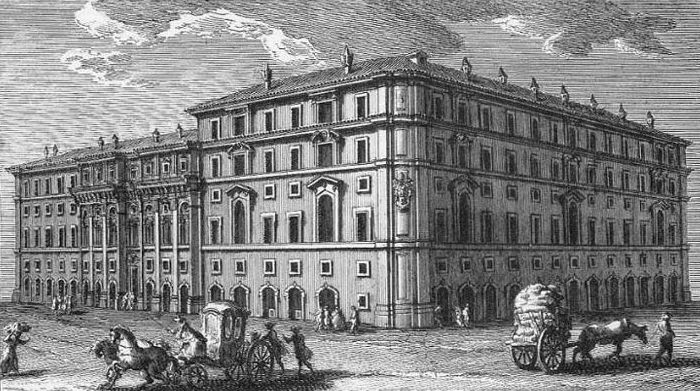
Sediul Congregației de Propaganda fide din Roma, construită de arhitecții Borromini și Bernini: gravură de Giuseppe Vasi, 1761

Dicasteriul pentru Evanghelizare (în latină Dicasterium pro Evangelizatione) este un organism central al Bisericii Catolice, responsabil pentru răspândirea credinței și pentru activități misionare. În trecut s-a numit Congregația pentru Răspândirea Credinței (lat. Congregatio de Propaganda Fide), denumire schimbată de papa Ioan Paul al II-lea în anul 1982 și de papa Francisc în anul 2022. 
Odată cu promulgarea Constituției Apostolice „Praedicate Evangelium”, a fost modificată organizarea unor structuri ale Vaticanului. A fost înființat Dicasteriul pentru Evanghelizare prin fuziunea Congregației pentru Evanghelizarea Popoarelor și a Consiliului Pontifical pentru Promovarea Noii Evanghelizări. Dicasteriul a intrat în vigoare pe 5 iunie 2022.
Din decembrie 2019 prefectul acestui organism este cardinalul Luis Antonio Tagle, arhiepiscop de Manila în Filipine.

## Colegiul Urban Pontifical „De Propaganda fide”
Colegiul Urban Pontifical „De Propaganda fide” (în italiană Pontificio Collegio Urbano „De Propaganda Fide”) depinde direct de Congregatio de Propaganda Fide. A fost înființat de Papa Urban al VIII-lea, în 1622 la Roma, în scopul formării de misionari care urmează să fie trimiși peste tot în lume, pentru a răspândi credința catolică.